# Жизнь с идиотом (рассказ)
«Жизнь с идиотом» — рассказ Виктора Ерофеева.

## Сюжет
В наказание за некий проступок на главного героя возлагается миссия: ему необходимо взять в свой дом идиота. После долгих колебаний мужчина останавливает свой выбор на молчаливом Вове (единственное, что он может сказать — междометие «Эх!»), которому приданы некоторые черты сходства с В. И. Лениным. Поначалу новый жилец вёл себя спокойно: «только шаркал тапочками и отъедался», — но вскоре его поведение настолько изменилось, что главному герою пришлось объявить у себя дома военное положение.

## В культуре
- В 1991 году композитор Альфред Шнитке завершил оперу на сюжет данного рассказа, причём либретто было написано самим Виктором Ерофеевым. Премьерная постановка состоялась 13 апреля 1992 года в театре «Нидерландская опера» (Амстердам) при участии крупных деятелей искусства: Мстислава Ростроповича, Бориса Покровского, Ильи Кабакова[1]. 3 ноября 2024 года в Цюрихской опере состоялась премьера оперы в постановке Кирилла Серебренникова.
- В 1993 году рассказ был экранизирован Александром Рогожкиным.